# Fregata (klasa okrętów)

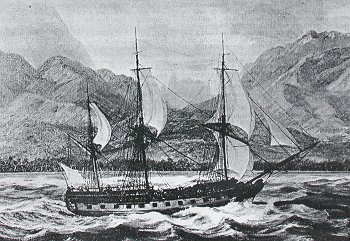
Fregata żaglowa "La Boudeuse", Francja 1766-1800

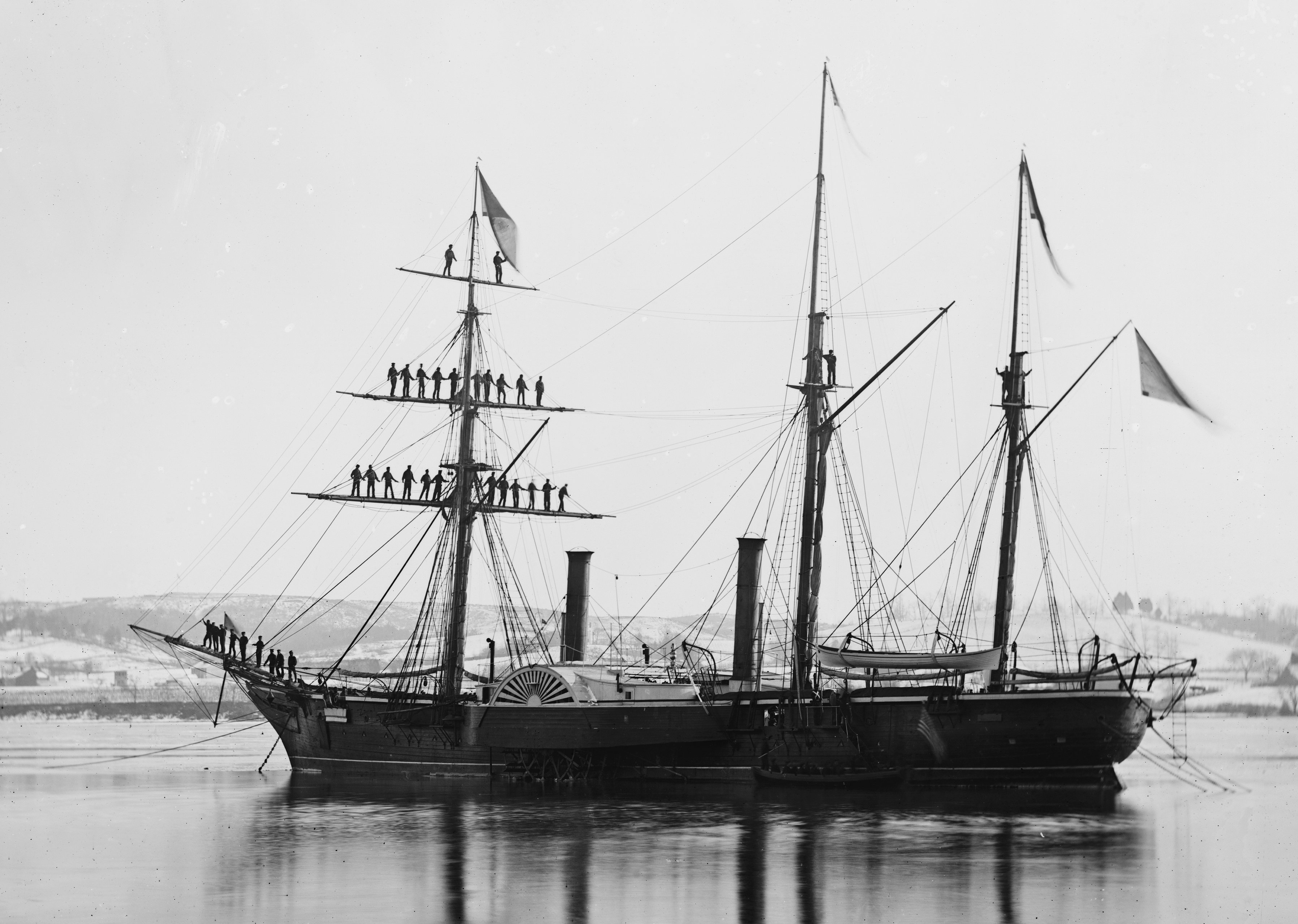
Brazylijska fregata z mieszanym napędem żaglowym i bocznokołowym, 1863

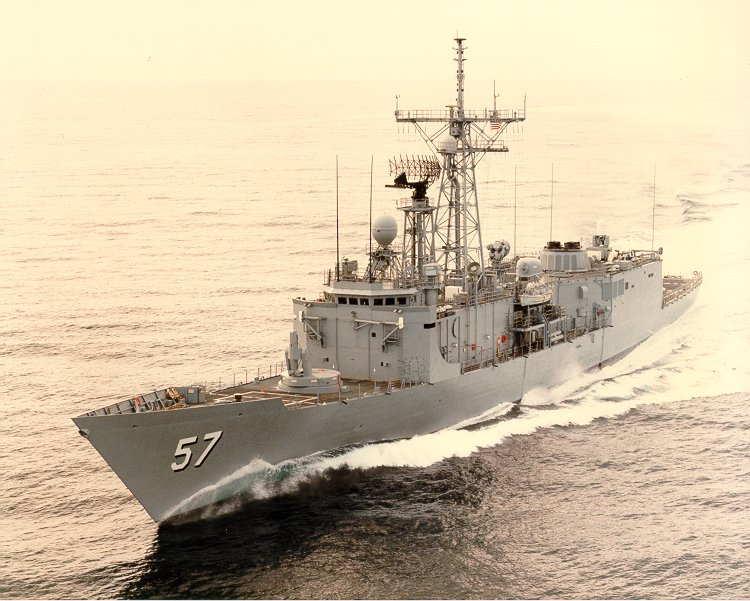
Amerykańska fregata rakietowa USS "Reuben James" typu Oliver Hazard Perry

Fregata – klasa okrętów wojennych średniej wielkości lub dużych. Nazwa klasy istnieje co najmniej od XVI wieku do chwili obecnej, lecz przeznaczenie i charakterystyki fregat zmieniały się znacznie na przestrzeni epok. Nie należy jej mylić z fregatą w znaczeniu typu ożaglowania.

## Rodzaje fregat
Opisane szerzej osobno rodzaje fregat (chronologicznie):
- fregaty (okręty żaglowe lub z napędem mieszanym)
- fregaty pancerne
- fregaty (okręty eskortowe)
- fregaty rakietowe

## Historia
Początkowo, do XVI wieku, fregatami nazywano różne małe jednostki wiosłowe, z pomocniczym ożaglowaniem. Wyodrębniona klasa fregat, jako żaglowych okrętów pełnomorskich, zaczęła się ustalać w XVI wieku i uformowała w wieku kolejnym. Do początku XIX wieku były to średnie lub duże okręty przeznaczone głównie do zadań rozpoznawczych i eskortowych oraz samodzielnych działań na odległych akwenach (fregaty żaglowe). Klasa ta ukształtowała się jako okręty trzymasztowe, z ożaglowaniem typu fregata. Ich wyporność wynosiła ok. 1000-2000 ton. W I połowie XIX wieku obok żagli na fregatach pojawiły się maszyny parowe i napęd bocznokołowy, następnie śrubowy. Wszystkie fregaty parowe zachowywały jednocześnie nadal pomocnicze ożaglowanie, ich wyporność sięgała maksymalnie 6000 ton.
W latach sześćdziesiątych XIX wieku pojawiły się parowe fregaty pancerne, wkrótce też ożaglowanie na nich zanikło. Ich wyporność wynosiła ok. 4000-10 000 ton. Dalsza ewolucja fregat nastąpiła dwutorowo: z fregat pancernych wykształciły się pancerniki, stając się główną klasą okrętów (okrętami liniowymi), natomiast nieopancerzone fregaty wyewoluowały w klasę lekko opancerzonych lub nieopancerzonych krążowników, przejmujących dotychczasowe zadania fregat. Klasa fregat jako takich zanikła.
Nowa klasa okrętów nazwanych fregatami pojawiła się podczas II wojny światowej, jako rodzaj okrętów eskortowych, służąca do ochrony konwojów i zespołów okrętów przed atakami okrętów podwodnych i w mniejszym stopniu przed samolotami. Ich wyporność wynosiła ok. 1000-2500 ton. Od lat sześćdziesiątych XX wieku fregaty o uzbrojeniu artyleryjskim były wypierane przez fregaty rakietowe, uzbrojone w wyrzutnie kierowanych pocisków przeciwlotniczych i przeciwokrętowych. Wyporność ich sięgała ok. 1000-4500 ton. Klasa ta następnie nabierała cech uniwersalności i w takiej postaci fregaty istnieją obecnie, będąc jedną z podstawowych i najliczniejszych klas okrętów.
W latach sześćdziesiątych i siedemdziesiątych XX wieku istniała duża niejednolitość w rozróżnianiu klas okrętów i w niektórych krajach fregatami oraz wielkimi fregatami nazywano także niszczyciele (do tej pory we Francji), a nawet krążowniki rakietowe.